# باغاني
باغاني (بالإيطالية: Pagani)‏، مدينة إيطالية 34.775 نسمة في مقاطعة ساليرنو ضمن إقليم كامبانيا جنوب البلاد عدد سكانها 34,775 نسمة. وتقع على بعد18 كم من مدينة ساليرنو و34 كم من مدينة نابولي.

## السكان
في سنة 1861 بلغ عدد السكان 12٬185 نسمة، وتطور العدد ليصل في سنة 2011 لـ 34٬671 نسمة.
يظهر هذا المخطط البياني تطور النمو السكاني لـ باغاني

## أعلام
- مارسيلو فالزيرانو
- ألفونسو ليغوري